# Cem Adrian

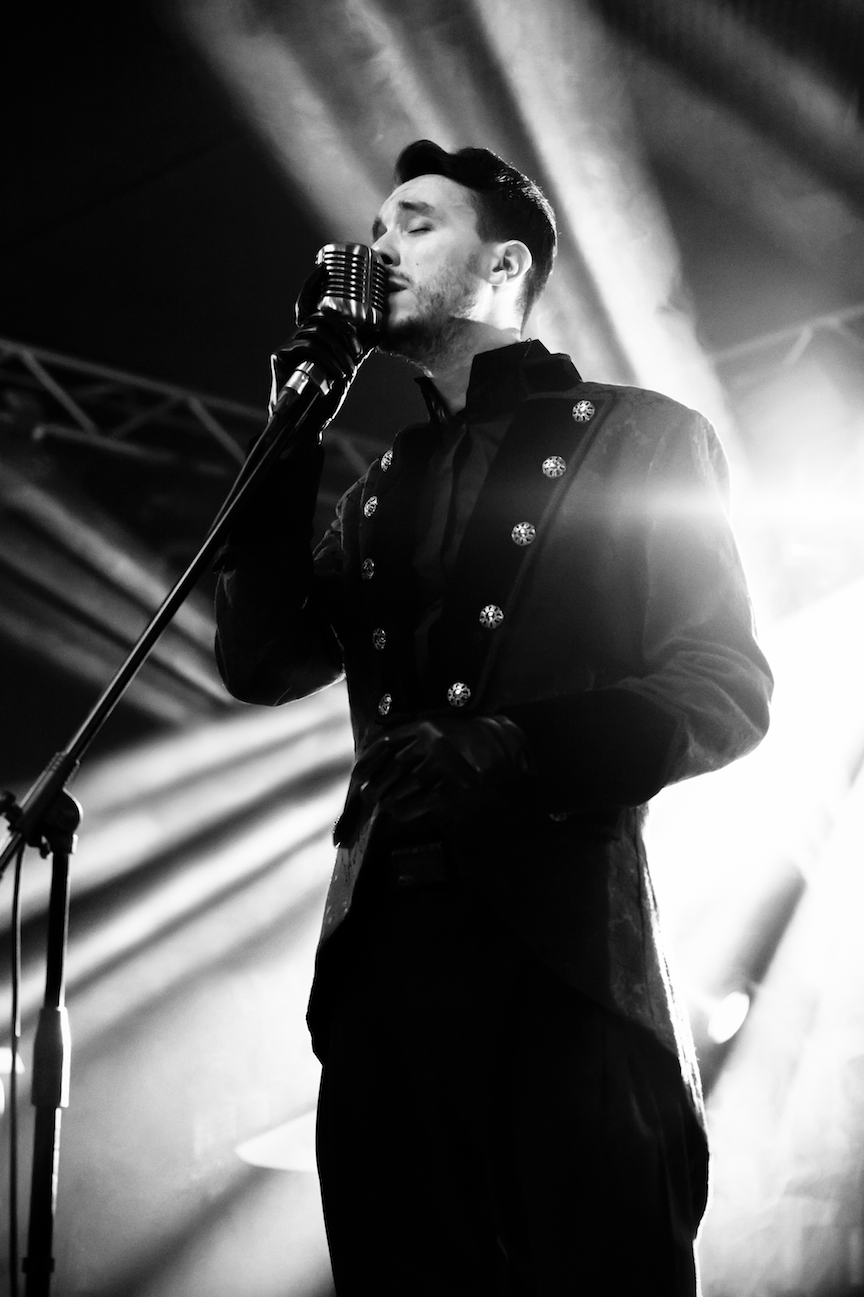
Cem Adrian (2014)

Cem Filiz, Künstlername Cem Adrian, (* 30. November 1980 in Edirne, Türkei) ist ein türkischer Musiker und Songschreiber.

## Leben
Cem Adrian wurde als Cem Filiz am 30. November 1980 in Edirne geboren. Er war das zweite Kind seiner aus Jugoslawien stammenden Eltern. Seinen Künstlernamen wählte er nach dem früheren Namen seiner Geburtsstadt Edirne, Hadrianopolis. Auf Einladung von Fazıl Say schrieb er sich an der Bilkent-Universität für die Fakultät der Darstellenden Künste ein.

## Diskografie

### Alben
- 2005: Ben Bu Şarkıyı Sana Yazdım
- 2006: Aşk Bu Gece Şehri Terk Etti
- 2008: Essentials / Seçkiler
- 2008: Emir
- 2010: Kayıp Çocuk Masalları
- 2012: Siyah Bir Veda Öpücüğü
- 2013: Şeker Prens ve Tuz Kral
- 2014: Sana Bunları Hiç Bilmediğin Bir Yerden Yazıyorum
- 2016: Essentials / Seçkiler 2
- 2017: Tuz Buz
- 2020: Solmayan Şarkılar
- 2022: Gökyüzümün Yıldızları
- 2024: Essentials 4 – Seçkiler / Cem
- 2024: Solmayan Şarkılar 2
- 2024: Mücevher

### Kollaborationen
- 2014: Cam Havli (mit Umay Umay)

### Remix-Alben
- 2020: Remixes 1

### Live-Alben
- 2021: Canlı 2008 / 2011

### EPs
- 2015: Yalnızlık Senden Daha Çok Seviyor Beni
- 2018: Essentials / Seçkiler 3

### Singles
| - 2010: Herkes Gider Mi? (mit Aylin Aslım) - 2011: Beni Birakma - 2012: Yalnızlık - 2012: Mutlu Yıllar - 2013: Ben Seni Çok Sevdim - 2014: Yakamoz - 2015: İlk ve Son Kez - 2016: Sen Gel Diyorsun (Öf Öf) - 2016: Sarı Gelin (Konser Kaydı) - 2016: Değmen Benim Gamlı Yaslı Gönlüme - 2016: Ela Gözlüm - 2016: Siyah Beyaz - 2017: Tuz Buz - 2017: Dumanlı Dumanlı - 2017: Beni Hatırladın Mı (mit Birsen Tezer) - 2018: Sen Benim Şarkılarımsın (mit Hande Mehan) - 2018: Geri Dönme (mit Kalben) - 2018: Yolun Sonu Görünüyor (mit Musa Eroğlu) - 2018: Kirpiğin Kaşına Değdiği Zaman (mit Ahmet Aslan) - 2018: Kayıp (mit Gazapizm) - 2018: Kalbim Çukurda (mit Gazapizm) - 2019: Ah Bu Şarkıların Gözü Kör Olsun (mit Hande Mehan) - 2019: Kum Gibi (mit Hande Mehan) - 2019: O Yar Gelir (mit Zeynep Karababa) - 2019: Bu Yollar Hep Sana Çıkar (mit Hande Mehan) - 2019: Bana Sorma (mit Melek Mosso) - 2020: Eskidendi Çok Eskiden - 2020: Hüzün Kovan Kuşu - 2020: Yeniden (mit Şanışer) - 2020: Bu Şarkı Aşka Yazıldı - 2020: Tutacağım Ellerini (mit Hayko Cepkin & Halil Sezai) - 2020: Yarim Gurbete Gider (mit Celo Boluz) - 2020: Yalnız Adam - 2020: Yara (mit Lara Özdemiroğlu) - 2020: Kara Toprak (mit Deeperise & Şanışer) - 2020: Yolun Sonunda - 2020: Hatırla (mit Sezgin Alkan) - 2020: Veda Busesi - 2020: Ölüm İle Yaşam (mit Anıl Piyancı) - 2020: Dön Dünya (mit Şehinşah) - 2020: Duydum Ki Unutmuşsun - 2021: Kül (mit Mark Eliyahu) - 2021: Bükülüyor Zaman - 2021: Gesi Bağları - 2021: Yine Mi Yol (mit Sena Şener) - 2021: Bir Kar Tanesi - 2021: Pervane (mit Günay Acar) | - 2021: Ağlasam Mı - 2021: Bitlis'te Beş Minare (mit Çiğdem Sarvazlar) - 2021: Kim Daha Çok Seviyor - 2021: Derinlerde (mit Mark Eliyahu) - 2021: Salvatore - 2021: Ayrılık - 2021: Gemiler - 2022: Çığlık Çığlığa - 2022: Çember - 2022: En Çok Seni - 2022: Sevme Beni (mit Lara Çayan) - 2022: Gül - 2022: Bana Unutmayı Anlat (mit Emir Can İğrek) - 2022: Bana Seni Gerek Seni - 2022: Zincir - 2022: Keskin - 2022: Sevdim Seni Bir Kere (mit Hande Mehan) - 2022: Gönül (mit Ezgi Kosa) - 2022: Fayton - 2022: Emanet - 2022: Kendine İyi Bak (mit Ecem Erkek) - 2023: Viran (mit Derya Bedavacı) - 2023: Bu Gece Benimle Ölür Müsün (mit Perdenin Ardındakiler) - 2023: Sızı - 2023: Bir Ay Doğar (mit Yunus Kırmacı) - 2023: Hüküm (mit Mark Eliyahu & Sezgin Alkan) - 2023: AF - 2023: Sancı - 2023: Yemin - 2023: Mühür (mit Taşkan) - 2023: Saykodelik (mit Nazan Öncel) - 2023: Yine mi Yolculuk - 2023: Gel (mit Termo) - 2023: Bensiz (mit Fatma Turgut) - 2023: Beni Vur (mit Aylin Aslım) - 2024: Yıldızlar Ellerinde - 2024: Helal (mit Çağan Şengül) - 2024: Bir Gülü Sevdim - 2024: Aşk (mit Dedublüman) - 2024: Hatıram Olsun - 2024: Fikrimin İnce Gülü - 2024: Yardım Eli (mit Perdenin Ardındakiler) - 2024: Sevdan Bir Ateş - 2024: Unutulmuyor - 2024: Kadınım - 2025: Kibrit - 2025: Seni Sevmek |

### Gastbeiträge
| - 2005: Kelebek (mit Mode XL) - 2007: 5 Kişi Arabada (mit Tetik) - 2008: Sis (mit Marhythm) - 2009: Kaf Dağının Ardında (mit Soner Canözer & Bilge Kocaarslan) - 2010: Sighed for the Ocean (mit İlke Ulaş Kuvanç) - 2010: Ziyaret Saati 1 & 2 (mit Murat Yılmazyıldırım) - 2011: Vakit Yok (mit Pastel) - 2011: Yağmur Yeniden (mit Rapozof) - 2011: Biraz Uyu (mit Zakkum) - 2013: İnsan İnsan (mit Fazıl Say, Güvenç Dağüstün, Burcu Uyar & Selva Erdener) - 2013: Af (mit Aylin Aslım) - 2013: Asiye (mit Seza Kırgız) - 2015: Beni Kalbinden Çıkarma (mit Gizem Berk) - 2015: Gönül Yarası (mit Hüsnü Arkan) - 2016: Islak Mendil (mit Ümit Besen) - 2016: Sesindeki Yalnızlık (mit Karaçalı & Melis Danişmend) - 2017: Elveda Toprağım / Çanakkale Türküsü (mit İclal Aydın) - 2017: Altın Yüzüğüm Kırıldı (mit Koma Se Bıra) - 2018: Dam Üstüne Çul Serer (mit Gökhan Kılıç) | - 2018: Hasret (mit Sezgin Alkan) - 2019: Ekim (mit Sezgin Alkan) - 2019: Unutmak İstemiyorum (mit Taladro) - 2020: 7 Kurşun (mit Heja) - 2020: Düşerken (mit Olimpik) - 2020: Rüya (mit Celo Boluz) - 2020: üvercinka 3. (mit naperva*) - 2020: Yağmur Yeniden (mit Rapozof) - 2020: Yaşanırsa Diye (mit Gazapizm) - 2021: Kanatlar (mit Yung Kafa & Kücük Efendi) - 2021: Şifa İstemem Balından (mit Haluk Levent) - 2021: Düştüm (mit Şanışer) - 2022: Hüzün (mit Levent Ozkazanc) - 2022: Öyle Yalnız (mit Hande Mehan) - 2022: Karanlık Orman (mit Trangela) - 2022: Ben Sana Veda Edemem (mit Çağan Şengül) - 2023: Ah Sen Bilmedin (mit Murat Güngör) - 2024: Şehir (mit Umut Harbeli) - 2024: Bazen Olmaz (mit Sokrat St) |

### Songwriting (Auswahl)
- 2021: Affeder Mi Aşk Bizi? (von İrem Derici & Alper Atakan)